# Beau Bell (Baseballspieler)
Roy Chester „Beau“ Bell (* 20. August 1907 in Bellville, Texas; † 14. September 1977 in Bryan, Texas) war ein US-amerikanischer Baseballspieler auf der Position des Outfielders. Er spielte unter anderem für die St. Louis Browns (von 1935 bis 1939) und die Detroit Tigers (1939). Von 1940 bis 1941 spielte er für die Cleveland Indians, bei denen er seine professionelle Laufbahn am 1. September 1941 mit seinem letzten Liga-Spiel abschloss.
1937 wurde er zum All-Star-Spieler der American League gewählt.
Bell starb im September 1977 in Bryan im US-Bundesstaat Texas.

## Trikot-Nummern
- ab der Saison 1935 die Nummer 3
- ab der Saison von 1936 bis 1939 die Nummer 10
- ab der Saison 1939 die Nummer 17 und 20
- ab der Saison 1940 bis 1941 die Nummer 23

## Gehalt
Bells Gehalt belief sich von 1935 bis 1941, auf 50.250 USD.